# 泣きぬれた人形
『泣きぬれた人形』（なきぬれたにんぎょう）は1951年公開の日本映画。千葉泰樹監督、美空ひばり主演映画。

## あらすじ
隆治とアヤ子の兄妹は戦争で両親を失ったが貧しくも仲良く真っ当に暮らしていた。兄妹の従兄である横沢は密輸に手を染めており、隆治も共犯者の疑いで横沢ともども警察に拘引されてしまった。
日頃から兄妹と親交のあったタクシーの運転手の山田老人は、一人残された幼いアヤ子の面倒を見ようとするが、山田老人も貧しく家族が多いことから、アヤ子はいたたまれなくなり街へとさまよい出てしまう。きみ子という掏摸の女と知り合ったアヤ子は、きみ子のアパートに泊めてもらう。きみ子はウイスキーを密造している由造・おちか夫婦の手先に使われていた。きみ子の隣室の川島は元オペラ歌手で、歌が好きなアヤ子に歌の稽古をしてくれた。
アヤ子の歌のほうがよほど金になると、由造たちはアヤ子を自分たちのバーで歌わせる。その歌声をたよりに釈放された隆治がたどりつくが、アヤ子は正直一辺倒の兄のような生き方ではこの先やっていけないと隆治と共に帰るのを一度は拒否するが、隆治が与太者に乱暴され重傷を負ったのでアヤ子が面倒を見ることになった。所持金もなく医者にかかることもできないと、アヤ子は万引きを試みるがきみ子に止められる。アヤ子と共にアパートに戻ったきみ子は仲の良い兄妹を見てきみ子は更生を誓う。
しばらく月日が流れ、電気、ガス、水道も止められるくらい貧しいくらしをしていた兄妹であったが、由造たちがアヤ子を誘拐してしまう。由造たちの元を訪れた隆治は犯罪の片棒を担ぐことを承諾する。しかし、由造たちは失敗。警察に追われ、由造たちは撃たれて捕まってしまい、隆治もまた撃たれる。
隆治と出会った山田は、隆治が流血していることに驚きながらも自宅へ送り届けた。アヤ子に自分の莫迦な真似を詫びると共に、きみ子に自分に代わってアヤ子に姉になってくれるよう頼む。アヤ子に歌うことをたのむと、隆治は静かに息を引き取った。

## スタッフ
- 製作：小倉浩一郎[1]
- 監督：千葉泰樹[1]
- 企画：福島通人[1]
- 脚本：植草圭之助、穂積純太郎[1]
- 撮影：太田眞一[1]
- 照明：井上榮太郎[2]
- 録音：森澤伍一[2]
- 美術：中古智[1]
- 音楽：万城目正[1]
  - 主題歌：[2]
    - 「泥んこブギ」 作詞:藤浦洸、作曲:万城目正、編曲:黛敏郎
    - 「愛の明星」 作詞:藤浦洸、作曲:万城目正、編曲:万城目正
- 編集：宮田味津三[2]
- 助監督：礒田一雄[2]
- 装置：松野喜代春[2]
- 装飾：不破敏夫[2]
- 衣裳：佐々木愛子[2]
- 記録：木村幸雄[2]
- 結髪：後藤きく枝[2]
- 整理：水谷常三郎[2]
- 演技事務：竹本宏志[2]
- 経理事務：荒井清一郎[2]
- 進行：渡辺寿男[2]

## キャスト
- 岡田英次 - 隆治[1]
- 美空ひばり - アヤ子[1]
- 桂木洋子 - きみ子[1]
- 杉狂児 - 山田老人[1]
- 藤原釜足 - 川島[1]
- 進藤英太郎 - 由造[1]
- 千石規子 - おちか[1]
- 三井弘次 - スリの繁[1]
- 木村功 - 野峰[1]
- 田中謙三 - 横沢[1]
- 中田耕二 - 鋳掛屋健吉[1]
- 玉島愛造 - 工場主[1]
- 大川温子 - 鋳掛屋の妻[1]

## 歌唱曲
劇中でアヤ子（美空ひばり）が歌唱した曲を以下に挙げる。
- 庭の千草 (民謡) - 卒業式の総代として歌唱する。
- 愛の明星 - 山田老人との交流の際に歌われる。
- 恋はやさし野辺の花よ - この歌声を聞きつけた隆治と再会する。
- 泥んこブギ - 由造たちのバーで歌わされる。
- 故郷の廃家